# Zangaradougou
Zangaradougou è un comune rurale del Mali facente parte del circondario di Sikasso, nella regione omonima.
Il comune è composto da 5 nuclei abitati:
- Bamadougou
- Bogotiéri
- N'Gorodougou
- Sossologo
- Zangaradougou